# Грищенко, Дмитрий Ильич
Дмитрий Ильич Грищенко (1920—1998) — советский хозяйственный деятель, более четверти века — с 1960 по 1986 год — директор мелитопольского Завода «Холодмаш» им. 30-летия ВЛКСМ (позже ПО «Мелитопольхолодмаш», ныне «Рефма»). Почётный гражданин Мелитополя (1988).

## Биография
Родился в 1920 году в селе Новокостантиновка в Запорожье.
В 1938 году поступил на рабфак Института механизации сельского хозяйства в Мелитополе.
С началом Великой Отечественной войны — курсант 3-го Харьковского танкового училища, в ноябре 1941 года эвакуированного в Самарканд. Был оставлен при училище преподавателем огневого дела — лейтенант, командир взвода курсантов, награждён медалью «За победу над Германией».
После войны вернулся в Мелитополь, в 1947—1957 годах — главный механик, затем главный энергетик Мелитопольского дизельного завода.
В 1952 году был избран депутатом Мелитопольского городского совета народных депутатов.
В 1957—1960 годах — второй секретарь Мелитопольского горкома партии.
С 1960 по 1986 год — директор Завода «Холодмаш» им. 30-летия ВЛКСМ, который в 1976 году стал именоваться ПО «Мелитопольхолодмаш».
При Грищенко завод превратился в гиганта индустрии, став крупнейшим в СССР производителем холодильной техники, продукция которого пользовалась спросом и за рубежом.
Уделял внимание социальной сфере: на заводе были оборудованы медпункты и зубные кабинеты, кабинет лечебной физкультуры. Завод оказывал шефскую помощь школам и профтехучилищам.
Главным словом в жизни Дмитрия Ильича было слово «труд».
Многие объекты соцкультбыта города Мелитополь были возведены созданным им при заводе строительным управлением, так силами работников завода были построены: многоэтажные дома, пять детских садов, пионерский лагерь, база отдыха «Лазурный», ДК «Октябрь». 
В 1986 году вышел на пенсию.
Умер в 1998 году в Мелитополе.

## Награды и звания
Награждён орденом Октябрьской Революции, двумя Орденами Трудового Красного Знамени, медалями «За трудовую доблесть», «За доблестный труд» и медалью «За победу над Германией», Почётной Грамотой президиума Верховного Совета СССР.
Заслуженный машиностроитель Украинской ССР, Отличник здравоохранения СССР.
Почётный гражданин Мелитополя (1988).

## Память
В 2008 году до этого безымянная площадь у проходной завода была названа Площадь Грищенко.
В 2016 году на фасаде дома № 25 по Проспекту Богдана Хмельницкого, где жил Д. И. Грищенко, была установлена мемориальная доска.